# Le Monde ouvrier
Le Monde ouvrier est la publication trimestrielle officielle de la Fédération des travailleurs et travailleuses du Québec (FTQ). Fondé par le syndicaliste Gustave Francq en 1916, il est tiré à 42 200 exemplaires et est distribué gratuitement aux membres de la FTQ et aux gens qui en font la demande.